# Edward Matthew Rice
Edward Matthew Rice (Saint Louis, 28 luglio 1960) è un vescovo cattolico statunitense, dal 26 aprile 2016 vescovo di Springfield-Cape Girardeau.

## Biografia
Monsignor Edward Matthew Rice è nato a Saint Louis il 28 luglio 1960 ed è figlio di John L. Rice e Helen (nata Madden). I suoi fratelli si chiamano John, Mark, Mary Ann, James, Patrick, Vincent, Leo, Virginia e Helen. Il 14 agosto 1960 è stato battezzato nella chiesa parrocchiale di Nostra Signora del Perpetuo Soccorso a Saint Louis.

### Formazione e ministero sacerdotale
Nel 1974 ha lasciato la St. Cecilia Grade School e nel 1978 si è diplomato alla St. Mary's High School. Nel 1982 ha conseguito un Bachelor of Arts in filosofia presso il Cardinal Glennon College e nel 1987 un Master of Divinity al Kenrick-Glennon Seminary di Saint Louis.
Il 3 maggio 1986 è stato ordinato diacono nella cattedrale di Saint Louis da monsignor James Terry Steib. Ha poi prestato servizio nella parrocchia dell'Immacolata a Richmond Heights. Il 3 gennaio 1987 è stato ordinato presbitero per l'arcidiocesi di Saint Louis da monsignor John Lawrence May. Il giorno successivo ha celebrato la prima messa nella chiesa parrocchiale di Santa Cecilia a Saint Louis. In seguito è stato vicario parrocchiale della parrocchia di Nostra Signora della Presentazione a Overland dal 1987 al 1991, vicario parrocchiale della parrocchia di Santa Maria Maddalena a Saint Louis e insegnante alla Saint Mary High School dal 1991 al 1994, assistente direttore nel 1994 e poi direttore del Cardinal Glennon College dal 1995 al 2000, parroco della parrocchia di San Giovanni Battista a Saint Louis dal 2000 al 2008, vicario foraneo della South City Deanery dal 2005 al 2008, direttore delle vocazioni sacerdotali dal 2008 al 2010 e direttore ad interim dell'ufficio arcidiocesano per la vita consacrata dal 2009 al 2010. Il 1º luglio 2008 è stato nominato cappellano di Sua Santità.

### Ministero episcopale
Il 1º dicembre 2010 papa Benedetto XVI lo ha nominato vescovo ausiliare di Saint Louis e titolare di Sufes. Ha ricevuto l'ordinazione episcopale il 13 gennaio successivo dall'arcivescovo metropolita di Saint Louis Robert James Carlson, co-consacranti il vescovo di Jefferson City John Raymond Gaydos e quello di Knoxville Richard Frank Stika.
Nel marzo del 2012 ha compiuto la visita ad limina.
Il 26 aprile 2016 papa Francesco lo ha nominato vescovo di Springfield-Cape Girardeau. Ha preso possesso della diocesi il 1º giugno successivo con una messa nella chiesa parrocchiale di Sant'Elizabeth Ann Seton a Springfield.
È presidente della Conferenza episcopale della Regione Episcopale IX e membro del comitato per l'educazione cattolica della Conferenza dei vescovi cattolici degli Stati Uniti.

## Genealogia episcopale
La genealogia episcopale è:
- Cardinale Scipione Rebiba
- Cardinale Giulio Antonio Santori
- Cardinale Girolamo Bernerio, O.P.
- Arcivescovo Galeazzo Sanvitale
- Cardinale Ludovico Ludovisi
- Cardinale Luigi Caetani
- Cardinale Ulderico Carpegna
- Cardinale Paluzzo Paluzzi Altieri degli Albertoni
- Papa Benedetto XIII
- Papa Benedetto XIV
- Cardinale Enrico Enriquez
- Arcivescovo Manuel Quintano Bonifaz
- Cardinale Buenaventura Córdoba Espinosa de la Cerda
- Cardinale Giuseppe Maria Doria Pamphilj
- Papa Pio VIII
- Papa Pio IX
- Cardinale Alessandro Franchi
- Cardinale Giovanni Simeoni
- Cardinale Antonio Agliardi
- Cardinale Basilio Pompilj
- Cardinale Adeodato Piazza, O.C.D.
- Cardinale Luigi Raimondi
- Arcivescovo John Robert Roach
- Arcivescovo Robert James Carlson
- Vescovo Edward Matthew Rice

## Araldica
| Stemma | Titolare                                                  | Descrizione |
|        | Edward Matthew Rice Vescovo di Springfield-Cape Girardeau | Lo stemma di un vescovo è composto da uno scudo con le sue cariche (cioè i simboli), un rotolo con un motto e gli ornamenti esterni. È consuetudine nei paesi anglosassoni che lo stemma del vescovo e quello della diocesi di cui è titolare siano raffigurati insieme sullo stesso scudo. Lo stemma di monsignor Rice e quello della diocesi di Springfield-Cape Girardeau sono raffigurati fianco a fianco. Questa pratica in araldica è chiamata impalamento e dimostra che il titolare è "sposato" con la sua diocesi. Gli ornamenti esterni sono quelli prescritti per un vescovo secondo l'istruzione della Santa Sede del marzo del 1969 Ut Sive. Dietro lo scudo vi è una croce astile d'oro. In araldica la croce dietro lo scudo è il vero emblema dell'araldica episcopale. Inoltre, sopra lo scudo è posto un galero, un cappello ecclesiastico verde con dodici nappe, sei per lato in tre file su entrambi i lati dello scudo, tutte in verde. Questo cappello a tesa larga, un tempo indossato nelle processioni formali, non è più usato, ma rimane un emblema araldico per il clero nella Chiesa cattolica. Il motivo per cui è verde è perché era questo, e non il viola, il colore originale indossato dai vescovi. Il lato destro dello scudo (a sinistra dello spettatore) mostra lo stemma della diocesi di Springfield-Cape Girardeau. Esso è una combinazione di simboli scelti per rappresentare la storia della diocesi. Questo stemma è composto da un campo blu con un ondulato d'argento che rappresenta un punto o un promontorio nel fiume Mississippi a Cape Girardeau. I simboli sull'ondulato rappresentano la cattedrale dell'Annunciazione di Maria, Stella del Mattino. Le trombe dell'araldo che indicano una stella onorano l'Arcangelo Gabriele che annunciò la nascita di Cristo alla Vergine Maria, mentre la stella rappresenta la Vergine Maria sotto il titolo di Stella del Mattino. Sopra l'ondulato vi sono due fontane stilizzate in tondi composti da linee ondulate bianche e blu, che rappresentano le sorgenti d'acqua. Sono posizionati direttamente sullo scudo che è indicato come il campo. Nella base vi è un agnello con un ramo di palma da martire per onorare Sant'Agnese, titolare della cattedrale di Springfield, che venne martirizzata nel IV secolo. Per il suo stemma personale, raffigurato sul lato sinistro dello scudo (a destra dello spettatore), monsignor Rice ha conservato il disegno fatto per lui quando fu ordinato vescovo ausiliare di Saint Louis. Esso attinge dall'eredità dei suoi genitori, John e Helen (Madden). Sono infatti presenti due covoni di riso che richiamano il cognome del titolare. Un covone è presente anche nello stemma di Robert James Carlson, che ha consacrato vescovo monsignor Rice. I covoni ricordano anche il Pane della vita, l'Eucaristia, che è il nucleo del mistero della fede cattolica e l'attività centrale del sacerdozio. Sopra e sotto i covoni vi sono tre corone d'oro. Una corona onora San Luigi, re di Francia, il santo patrono dell'arcidiocesi di Saint Louis, dove monsignor Rice ha operato da prete e vescovo ausiliare. Un'altra corona onora Sant'Edoardo il Confessore, il patrono battesimale di monsignor Rice. La terza corona onora la Beata Vergine Maria, in particolare sotto il titolo di Nostra Signora del Perpetuo Soccorso, la parrocchia dove monsignor Rice fu battezzato. Per il suo motto, il vescovo ha selezionato la frase latina "VENITE ET VIDEBITIS". La frase è tratta dal Vangelo di Giovanni (Gv 1,39). Quando i primi discepoli, Andrea e Giovanni, sono chiamati da Gesù, gli chiedono dove si trova. Gesù risponde: "Venite e vedrete". Il verso è stato scelto da monsignor Rice per riconoscere il suo percorso in seminario, il lavoro vocazionale e per evidenziare la chiamata di papa Giovanni Paolo II a un periodo di "nuova evangelizzazione" nella Chiesa. Lo stemma di monsignor Edward M. Rice è stato blasonato e illustrato da padre Daniel C. Gill, un sacerdote della diocesi di Kansas City-Saint Joseph. |